# Finch (Band)
Finch ist eine US-amerikanische Rockband aus Temecula, die dem Post-Hardcore bzw. Alternative Rock zuzuordnen ist.

## Bandgeschichte
Finch gründeten sich in den späten 1990ern, ursprünglich als eine Deftones-Coverband namens „Numb“. Die Band holte sich den Gitarristen Randy „R2K“ Strohmeyer dazu, als sie einen Vertrag bei Drive-Thru Records unterschrieben. Anschließend änderte die Gruppe ihren Namen in Finch und veröffentlichte 2001 ihre erste EP Falling Into Place. Die EP verkaufte sich in den ersten Monaten nach ihrer Veröffentlichung über 6.000 mal.

### What It Is to Burn
Im August 2001 betraten sie die Big Fish Studios in Encinitas, Kalifornien, um zusammen mit dem Produzenten Mark Trombino (blink-182, Jimmy Eat World) das Album What it is to burn aufzunehmen. Das Album wurde am 12. März 2002 veröffentlicht, der Titelsong später als Single.
Finch trugen mit dem Lied Worms of the Earth zu dem Soundtrack von Underworld bei. Der Song war ebenfalls auf der CD Atticus: ...dragging the lake, Vol. 2, welche von Atticus Clothing herausgegeben wurde. Zu dieser Zeit war die Band auf dem Höhepunkt ihrer Karriere und fing bald an für ihr zweites Album Say hello to sunshine Texte zu schreiben. Derek Doherty und Randy Strohmeyer waren außerdem Teil der progressiven Rockband The Sound of Animals Fighting, die während der Entstehungszeit von Say hello to sunshine ein Album aufnahm.

### Say Hello to Sunshine
Die Band machte ein paar Veränderungen für die Aufnahme ihres zweiten Albums Say hello to sunshine durch, wie zum Beispiel den Wechsel der Plattenfirma; auf Drive-Thru Records folgte MCA Records, die vor der Veröffentlichung des Albums von Geffen Records aufgekauft wurde. Gründungsmitglied und Schlagzeuger Alex Pappas verließ die Band aufgrund musikalischer Differenzen und gründete später die Gruppe Redgun Radar. Ersetzt wurde Pappas durch Marc Allen. Die Aufnahmen für das Album brauchten viel Zeit, da die Band ein paar Songs ausrangierte, um neue Lieder aufzunehmen. Finch veröffentlichten Say hello to sunshine am 7. Juni 2005. Die erste Single aus dem Album war Bitemarks & Bloodstains, welche sie auch als ersten Song für das Album geschrieben hatten. In einem Interview sagte Nate Barcalow, dass Bitemarks den Übergang zwischen dem alten und dem neuen Sound bilde („Bitemarks makes the transition between the old and the new sound.“). Das Album erreichte Platz 24 der Billboard Charts.

### Trennung
Am 19. Februar 2006 wurde bekannt gegeben, dass die Band derzeit auf Eis liegt und dass sich die Mitglieder der Band mit anderen Projekten beschäftigen. Die Pause wurde etwas später mit einem Brief der Band auf ihrer damaligen, offiziellen Website bestätigt. Die Mitglieder von Finch waren anschließend größtenteils in verschiedenen anderen Projekten aktiv.
Im Jahr 2007 fand die Gruppe wieder zusammen, allerdings mit zwei Besetzungswechseln: Alex Pappas und Derek Doherty wurden von Drew Marcogliese und Daniel Wonacott ersetzt. 2008 folgte eine weitere EP. 2010 trennte sich die Band, nachdem ein angekündigtes drittes Album nicht fertiggestellt werden konnte.

### Jubiläumskonzerte
2013 spielten Finch anlässlich des 10-jährigen Jubiläums der Veröffentlichung von What It Is to Burn eine Album-Tour, die sie auch nach Deutschland führte. Im Jahr darauf unterschrieben sie einen neuen Plattenvertrag und veröffentlichten ihr drittes Album Back to Oblivion.
Auch zum 20-jährigen Jubiläum im Jahr 2023 spielte die Band eine kurze Reihe von internationalen Konzerten. Bei diesen spielten sie das Album in voller Länge live – zum ersten Mal seit zehn Jahren. Die Shows fanden z. B. im Mai 2023 in Städten wie Chicago, Boston, New York City und Anaheim statt. Aber auch beispielsweise am 8. November 2023 im The Forum in London. Das war eines von zwei UK-Konzerten. Ein echtes Highlight für Fans des Post-Hardcore-Genres die noch immer zahlreich die Konzerte besuchten. Zusätzlich trat Finch bei bekannten Festivals wie dem Bamboozle Festival in New Jersey und dem When We Were Young Festival in Las Vegas auf.

## Diskografie

### Alben
- What It Is to Burn (2003, UK: Silber)
- Say Hello to Sunshine (2005)
- Back to Oblivion (2014)

### EPs
- Falling into Place (2001)
- Finch (2008)
- Epilogue (2010)

### Singles
- Letters to You (2002)
- What It Is to Burn (2003)
- New Beginnings (2003)
- Worms of the Earth (2004)
- Bitemarks and Bloodstains (2005)
- Three Simple Words (2008)